# Wybory prezydenckie w Polsce

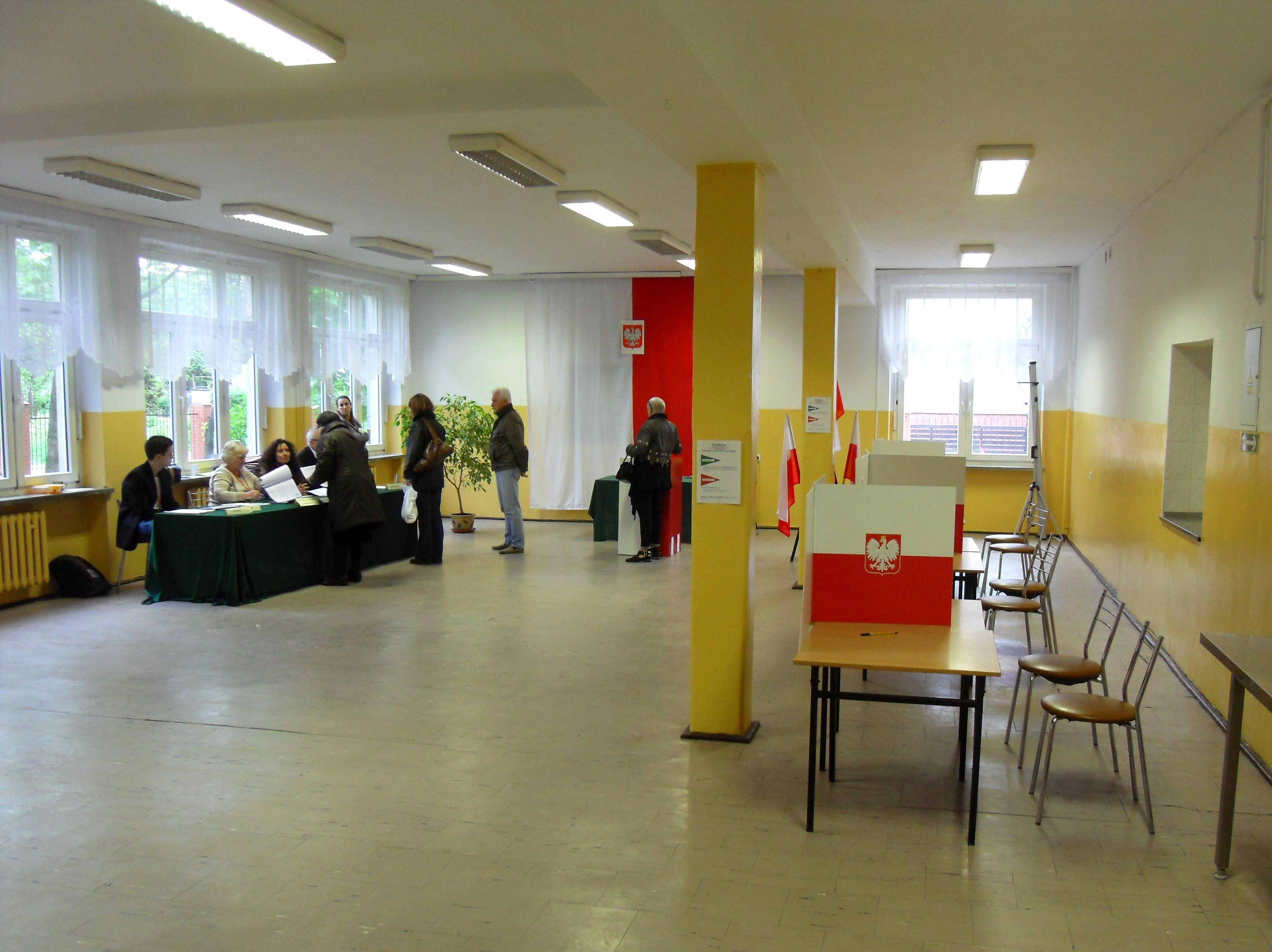
Wybory prezydenckie w Polsce

Wybory prezydenckie – wybory, w których wybiera się  Prezydenta Rzeczypospolitej Polskiej. Odbywają się one co 5 lat na zarządzenie marszałka Sejmu, chyba że z jakiegoś powodu (np. z powodu śmierci lub rezygnacji z urzędu prezydenta) kadencja prezydenta zakończy się szybciej. Ta sama osoba może sprawować urząd prezydenta jedynie przez dwie kadencje. Bierne prawo wyborcze przysługuje wszystkim obywatelom Polski, którzy ukończyli 35 lat, nie są pozbawieni praw wyborczych do Sejmu i zbiorą przynajmniej 100 tysięcy podpisów osób. Czynne prawo wyborcze posiadają wszyscy pełnoletni obywatele Polski, również ci zamieszkali na stałe za granicą (od 2000 roku mogą głosować również w drugiej turze).

## Procedura
Prezydentem zostaje ten kandydat, który otrzyma ponad połowę wszystkich ważnie oddanych głosów. Frekwencja wyborcza nie wpływa na ważność wyborów (warto dodać, iż w Polsce podczas wyborów prezydenckich jest ona najwyższa). W przypadku, gdy żaden z kandydatów nie otrzyma wymaganej liczby głosów, dwa tygodnie później odbywa się II tura głosowania, w której uczestniczą dwaj kandydaci z największą liczbą głosów z I tury. Dla zwycięstwa w II turze wystarczy otrzymać więcej głosów niż inny kandydat. Jeżeli przed II turą którykolwiek z dwóch kandydatów, którzy do niej przeszli, wycofa zgodę na kandydowanie, utraci prawo wyborcze lub umrze, w jego miejsce do wyborów w II turze dopuszcza się kandydata, który otrzymał kolejno największą liczbę głosów w I turze. W takim przypadku datę ponownego głosowania odracza się o kolejne 14 dni. Państwowa Komisja Wyborcza niezwłocznie wówczas informuje, w drodze uchwały, o dopuszczeniu nowego kandydata wyborów prezydenckich w II turze oraz podaje do publicznej wiadomości datę przeprowadzenia ponownego głosowania.
W III RP wybory prezydenckie przypadały jesienią, dopóki nie zmieniło się to z powodu śmierci Lecha Kaczyńskiego.
Konstytucja RP wyborom prezydenta RP poświęca artykuły 127-130, ustalając: powszechność, równość wyborów, a także bezpośredniość i tajność głosowania. Szczegółowe zasady i tryb zgłaszania kandydatów i przeprowadzania wyborów oraz warunki ważności określa dział V ustawy z dnia 5 stycznia 2011 r. Kodeks wyborczy (Dz.U. z 2022 r. poz. 1277).

## Wyniki wyborów
| Rok                                   | Zwycięzca | I tura | Poparcie w I turze | II tura | Poparcie w II turze | Objęcie urzędu (zaprzysiężenie) |
| Wybory prezydenckie w II RP:          | Wybory prezydenckie w II RP: | Wybory prezydenckie w II RP: | Wybory prezydenckie w II RP: | Wybory prezydenckie w II RP: | Wybory prezydenckie w II RP: | Wybory prezydenckie w II RP: |
| ------------------------------------- | --- | --- | --- | --- | --- | --- |
| 1922                                  | Gabriel Narutowicz | 9 grudnia, godz. 14:10 | 62 głosy (IV/V) | 9 grudnia, godz. 19:15 | 289 głosów | 11 grudnia |
| 1922                                  | Stanisław Wojciechowski | 20 grudnia | 298 głosów | nie odbyła się | nie odbyła się | 22 grudnia |
| 1926                                  | Józef Piłsudski | 31 maja | 292 głosy | nie odbyła się | nie odbyła się | nie przyjął urzędu |
| 1926                                  | Ignacy Mościcki | 1 czerwca | 215 głosów (I) | 1 czerwca | 281 głosów | 4 czerwca |
| 1933                                  | Ignacy Mościcki | 8 maja | 332 głosy | nie odbyła się | nie odbyła się | 9 maja |
| 1939                                  | Na mocy Konstytucji kwietniowej Ignacy Mościcki mianował na swojego następcę kolejno: Edwarda Rydza-Śmigłego, Bolesława Wieniawę-Długoszowskiego, Władysława Raczkiewicza. | Na mocy Konstytucji kwietniowej Ignacy Mościcki mianował na swojego następcę kolejno: Edwarda Rydza-Śmigłego, Bolesława Wieniawę-Długoszowskiego, Władysława Raczkiewicza. | Na mocy Konstytucji kwietniowej Ignacy Mościcki mianował na swojego następcę kolejno: Edwarda Rydza-Śmigłego, Bolesława Wieniawę-Długoszowskiego, Władysława Raczkiewicza. | Na mocy Konstytucji kwietniowej Ignacy Mościcki mianował na swojego następcę kolejno: Edwarda Rydza-Śmigłego, Bolesława Wieniawę-Długoszowskiego, Władysława Raczkiewicza. | Na mocy Konstytucji kwietniowej Ignacy Mościcki mianował na swojego następcę kolejno: Edwarda Rydza-Śmigłego, Bolesława Wieniawę-Długoszowskiego, Władysława Raczkiewicza. | Na mocy Konstytucji kwietniowej Ignacy Mościcki mianował na swojego następcę kolejno: Edwarda Rydza-Śmigłego, Bolesława Wieniawę-Długoszowskiego, Władysława Raczkiewicza. |
| Wybory prezydenckie w Polsce Ludowej: | | | | | | |
| 1947                                  | Bolesław Bierut | 5 lutego | 443 głosy | nie odbyła się | nie odbyła się | 5 lutego |
| 1989                                  | Wojciech Jaruzelski | 19 lipca | 270 głosów (50,28%) | nie odbyła się | nie odbyła się | 19 lipca |
| Wybory prezydenckie w III RP:         | | | | | | |
| 1990                                  | Lech Wałęsa | 25 listopada | 6 569 889 głosów (39,96%) | 9 grudnia | 10 622 696 głosów (74,25%) | 22 grudnia |
| 1995                                  | Aleksander Kwaśniewski | 5 listopada | 6 275 670 głosów (35,11%) | 19 listopada | 9 704 439 głosów (51,72%) | 23 grudnia |
| 2000                                  | Aleksander Kwaśniewski | 8 października | 9 485 224 głosy (53,90%) | nie odbyła się | nie odbyła się | 23 grudnia |
| 2005                                  | Lech Kaczyński | 9 października | 4 947 927 głosów (33,10%) (II miejsce) | 23 października | 8 257 468 głosów (54,04%) | 23 grudnia |
| 2010                                  | Bronisław Komorowski | 20 czerwca | 6 981 319 głosów (41,54%) | 4 lipca | 8 933 887 głosów (53,01%) | 6 sierpnia |
| 2015                                  | Andrzej Duda | 10 maja | 5 179 092 głosy (34,76%) | 24 maja | 8 630 627 głosów (51,55%) | 6 sierpnia |
| 2020                                  | Andrzej Duda | 28 czerwca | 8 450 513 głosów (43,50%) | 12 lipca | 10 440 648 głosów (51,03%) | 6 sierpnia |
| 2025                                  | Karol Nawrocki | 18 maja | 5 790 804 głosy (29,54%) (II miejsce) | 1 czerwca | 10 606 877 głosów (50,89%) | 6 sierpnia |

Następne wybory prezydenckie odbędą się w roku 2030.